# Czyreń ogniowy

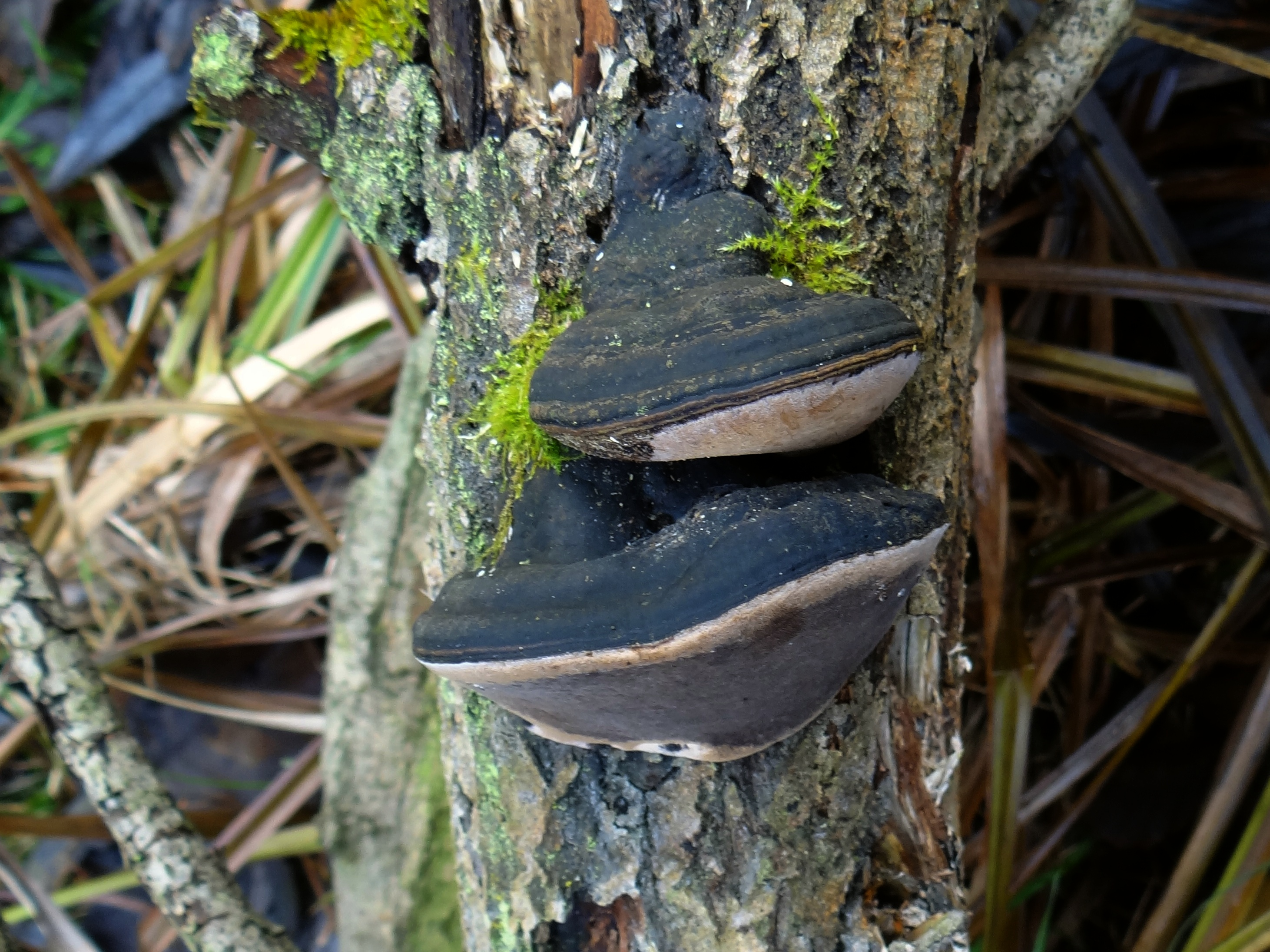
Dwa starsze owocniki czyrenia ogniowego

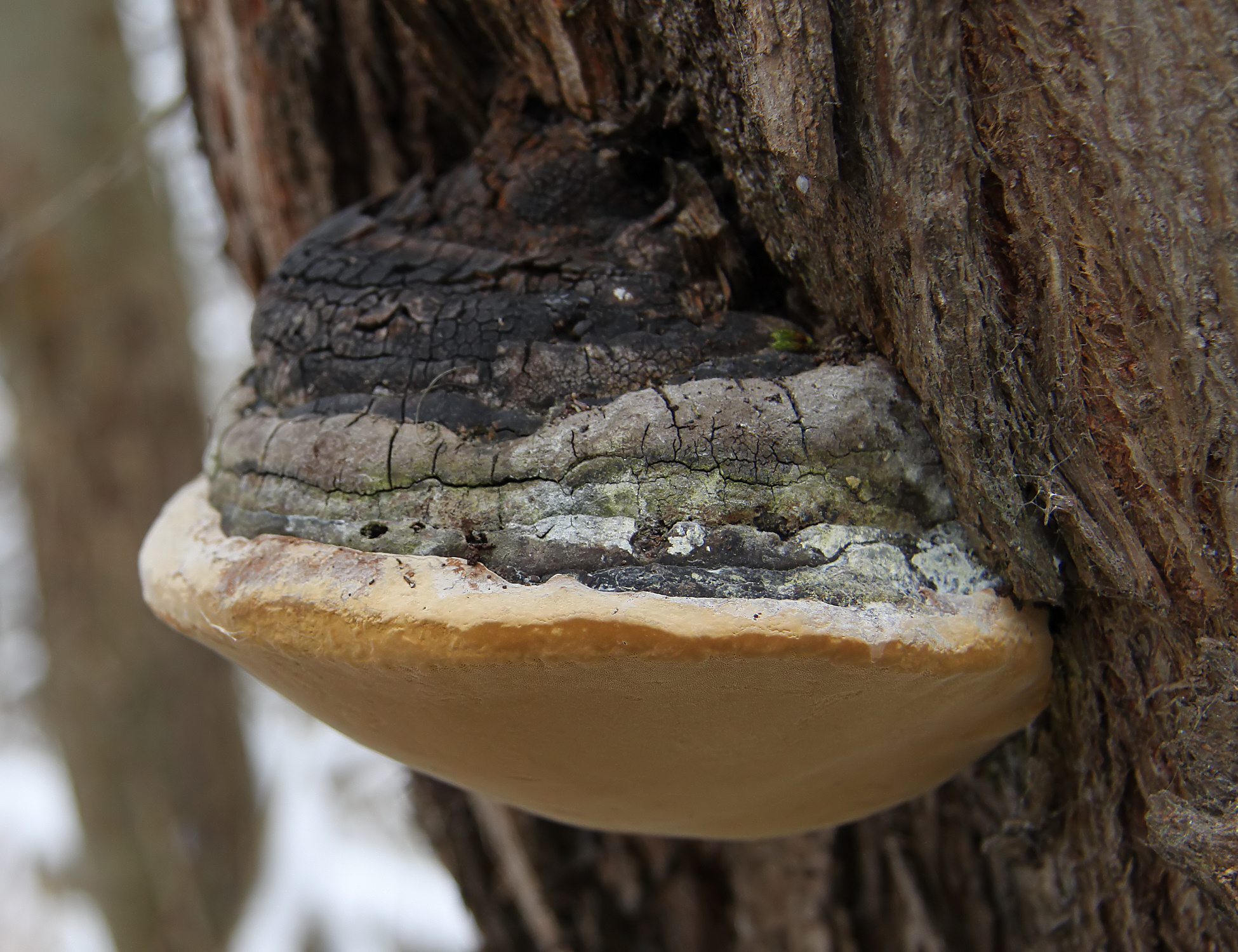
Starszy owocnik o spękanej korze

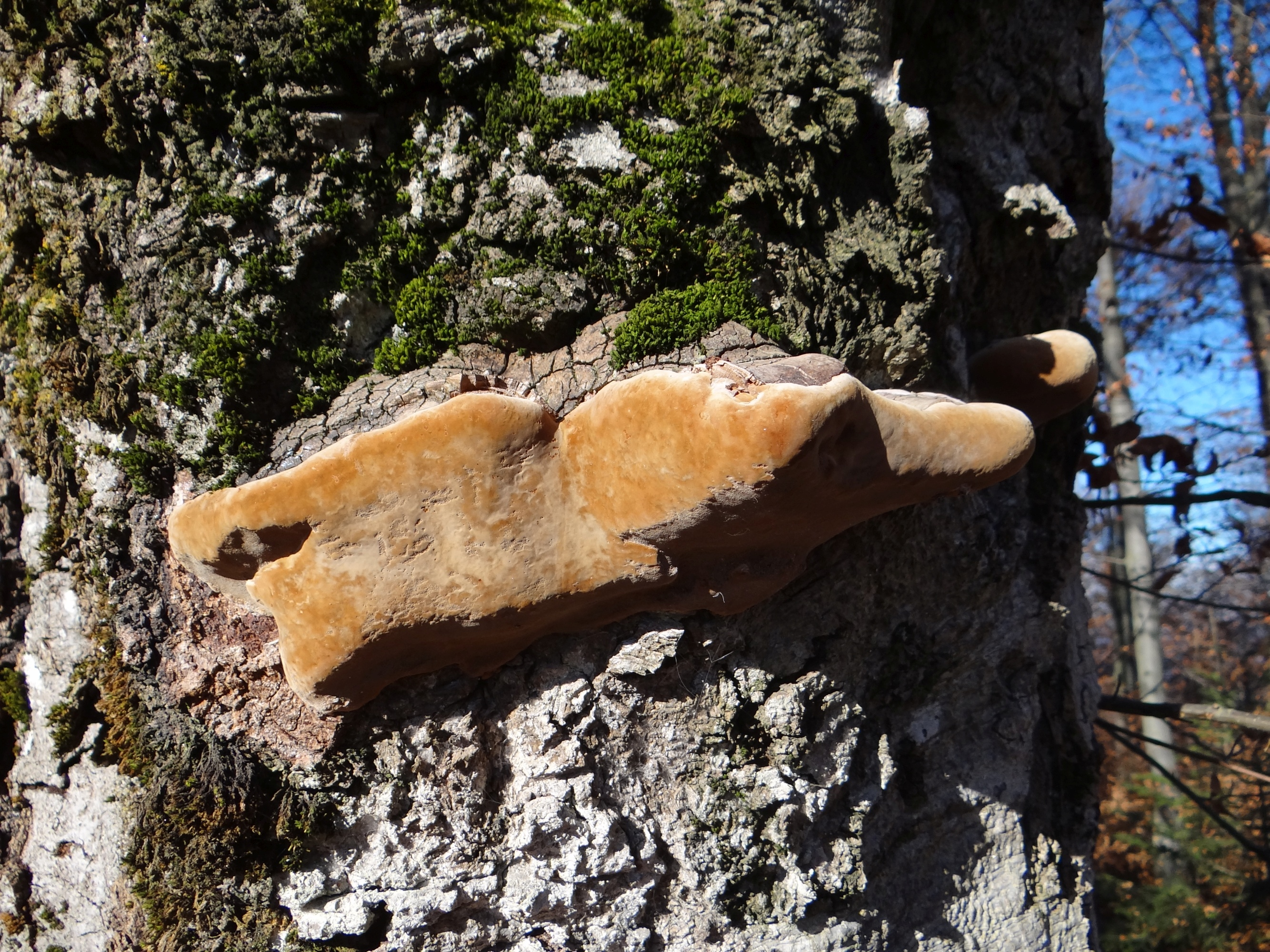
Młody okaz

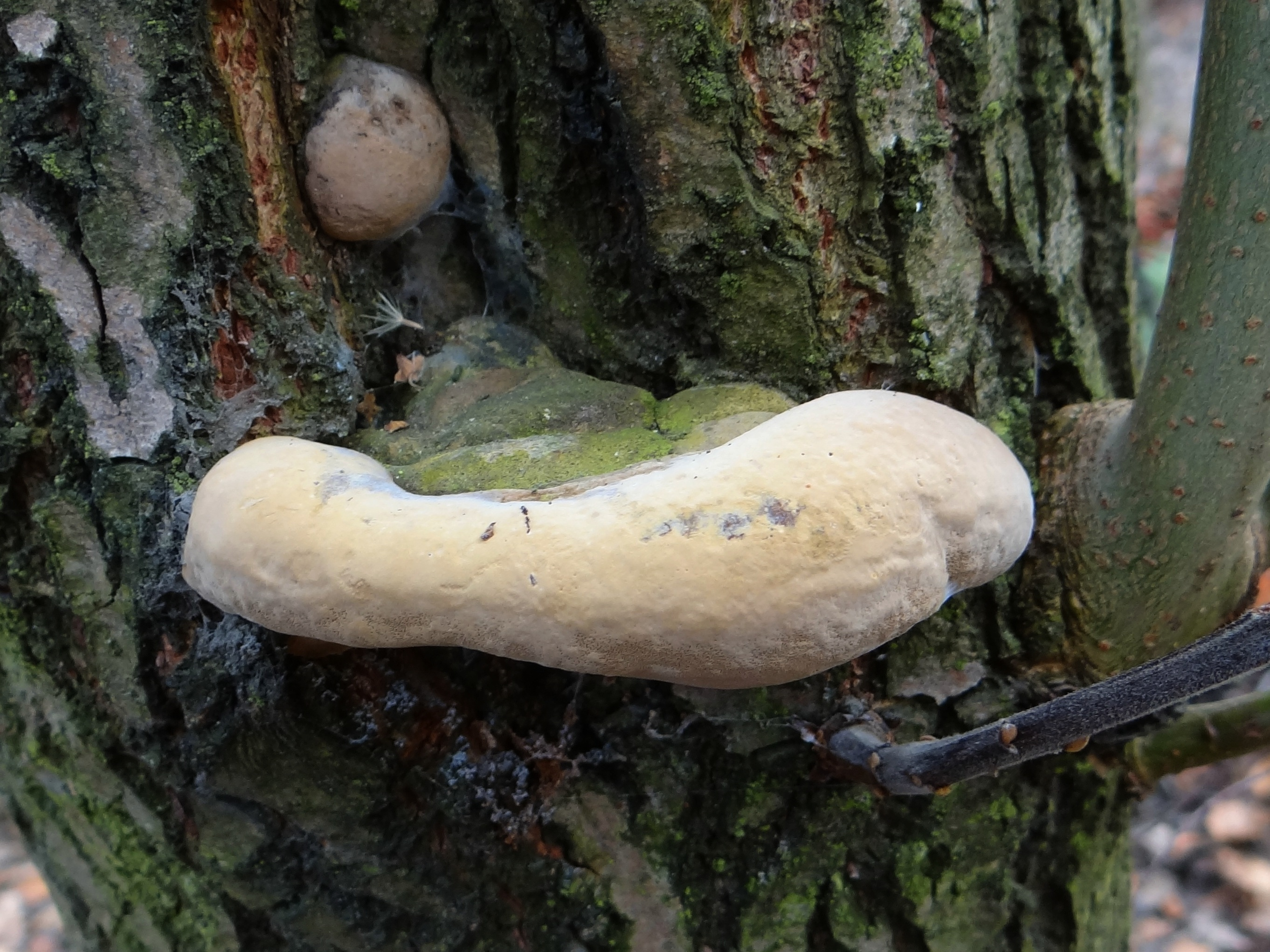
Młode owocniki

Czyreń ogniowy (Phellinus igniarius  (L.) Quél) – gatunek grzybów z rodziny szczeciniakowatych (Hymenochaetaceae). 

## Systematyka i nazewnictwo
Pozycja w klasyfikacji według Index Fungorum: Hymenochaetaceae, Hymenochaetales, Incertae sedis, Agaricomycetes, Agaricomycotina, Basidiomycota, Fungi.
Po raz pierwszy takson ten zdiagnozował w 1753 r. Karol Linneusz nadając mu nazwę Boletus igniarius. Obecną, uznaną przez Index Fungorum nazwę nadał mu w 1886 r. Lucien Quélet, przenosząc go do rodzaju Phellinus. 
Synonimów naukowych ma ok. 80. Niektóre z nich:

- Agaricus igniarius (L.) E.H.L. Krause 1932
- Boletus igniarius L. 1753
- Boletus ungulatus Schaeff. 1774
- Fomes igniarius (L.) Fr. 1849
- Fomes trivialis (Fr.) Bres. 1931
- Ganoderma triviale Bres. 1912
- Mucronoporus igniarius (L.) Ellis & Everh. 1889
- Ochroporus alni (Bondartsev) Fiasson & Niemelä 1984
- Ochroporus igniarius (L.) J. Schröt., in Cohn,1888
- Phellinus alni (Bondartsev) Parmasto 1976
- Phellinus igniarius var. alni (Bondartsev) Niemelä 1975
- Phellinus igniarius var. trivialis (Bres. ex Killerm.) Niemelä 1975
- Phellinus nigricans (Fr.) P. Karst.1899
- Phellinus trivialis (Bres.) Kreisel 1964
- Placodes igniarius (L.) Quél. 1888
- Polyporites igniarius (L.) Heer 1866
- Polyporus igniarius (L.) Fr., 1821
- Pyropolyporus igniarius (L.) Murrill 1903
- Scindalma igniarium (L.) Kuntze, 1898

Nazwę polską nadał Stanisław Domański w 1967. W polskim piśmiennictwie mykologicznym gatunek ten opisywany był także jako czyreń ogniowy, czyr ogniowy, czyreń jabłoniowo-olszowy, czyreń bukowy. Nazwy zwyczajowe: huba twarda, huba nieprawdziwa twarda, huba ogniowa, huba wierzbowa, żagiew ogniowa, żagiew płomienna. 

## Morfologia
Owocnik
Do podłoża przyrasta bokiem, trzonu brak. Szerokość 15–25 cm, grubość 8–15 cm, kształt początkowo bulwiasty, później płaski lub kopytkowaty. Powierzchnia szara, z czasem ciemniejąca, czasami spękana. Jest gładka lub delikatnie zamszowa, czasami zielona od porastających ją glonów i nieregularnie, koncentrycznie strefowana. Skórka jest twarda, brzeg kapelusza szeroki, zaokrąglony.
Hymenofor
Rurkowaty. Rurki tworzą wiele warstw, każda ma grubość do 5 mm. Są tej samej barwy co owocnik, lub jaśniejsze. Pory rurek bardzo drobne, okrągłe.
Miąższ
Grubość do 2 cm. Jest zdrewniały, strefowany i ma kolor od ciemnordzawobrązowego do kasztanowobrązowego. 
Wysyp zarodników
Biały. Zarodniki bezbarwne, o rozmiarach 4–6,5 × 4–5,5 μm. 

## Występowanie i siedlisko
Występuje w Ameryce Północnej, Europie, Azji i na Wyspach Kanaryjskich. W Polsce jest bardzo pospolity, zarówno na niżu, jak i w niższych położeniach górskich.
Występuje najczęściej w nadrzecznych lasach, nad potokami, ale także w sadach, ogrodach i różnego typu lasach i zaroślach. Rośnie głównie na wierzbach, ale także na innych drzewach liściastych; na buku, grabie i in. Atakuje także drzewa owocowe.

## Znaczenie
Grzyb wieloletni, mogący żyć 10–15 lat. Głównie pasożyt atakujący żywe drzewa. Wywołuje białą zgniliznę drewna. Jest niejadalny.
Dawniej pocięte na plasterki i dobrze wysuszone owocniki wykorzystywane były do sporządzania tzw. hubek do rozniecania ognia za pomocą krzesiwa. Stąd właśnie pochodzą nazwy huba ogniowa, czyreń ogniowy, żagiew ogniowa, żagiew płomienna i czyr ogniowy. 

## Gatunki podobne
- hubiak pospolity (Fomes fomentarius ). Ma bardziej miękki i jaśniejszy miąższ i nie jest do pnia tak silnie przyrośnięty[5].
- czyreń jodłowy (Phellinus hartigii ), ale rośnie głównie na jodłach[5]
- czyreń osikowy (Phellinus tremulae), ale rośnie tylko na osice[6]